# Dacus carnesi
Dacus carnesi är en tvåvingeart som först beskrevs av Munro 1984.  Dacus carnesi ingår i släktet Dacus och familjen borrflugor.
Artens utbredningsområde är Nigeria. Inga underarter finns listade i Catalogue of Life.